# Чоловіча збірна України з хокею на траві
Чоловіча національна збірна України з хокею на траві — представляє Україну на міжнародних змаганнях з хокею на траві.

## Виступи у чемпіонатах
Україна ніколи не кваліфікувалась та не брала участі у Кубку світу, літніх Олімпійських іграх та чемпіонаті Європи.

### Чемпіонати Європи

#### EuroHockey Championship II
- 2007 рік – 8 місце
- 2011 рік – 5 місце
- 2013 рік – 5 місце
- 2015 рік – 6 місце
- 2017 рік – 5 місце
- 2019 – 6 місце
- 2021 – кваліфікувалась

#### EuroHockey Championship III
- 2005 –
- 2009 –

### Hockey World League
- 2012–13 – 21 місце
- 2014–15 – 24 місце
- 2016–17 – 35 місце

### FIH Hockey Series
- 2018–19 – вийшла до другого туру